# 애덤 클레이턴 파월 주니어
애덤 클레이턴 파월 주니어(Adam Clayton Powell, Jr., 1908년 11월 29일 ~ 1972년 4월 4일)는 아프리카계 미국인 목사, 정치인이자 뉴욕의 할렘 지역의 정치적, 종교적 지도자로 알려졌다.

## 어린 시절과 교육
아프리카계 미국인, 인디언과 독일인의 혼혈로 코네티컷주 뉴헤이번에서 애던 클레이턴 파월 시니어와 매티 버스터 샤퍼에게 태어났다. 자신이 태어난 직후에 침례교의 설교자인 그의 부친이 1908년 미드타운 맨해튼에 있는 역사적 애비시니언 침례교회의 목사가 된 이래 어린 파월은 뉴욕에서 자라왔다. 1920년대 동안 교회와 파월 가족은 업타운을 할렘으로 옮겼다. 파월은 뉴욕의 학교 시스템에서 교육을 받았다. 그는 1930년 콜게이트 대학교에서 학사 학위를 얻고, 그러고나서 1932년 컬럼비아 대학교에서 종교 교육 석사를 받았다.

## 초기 경력

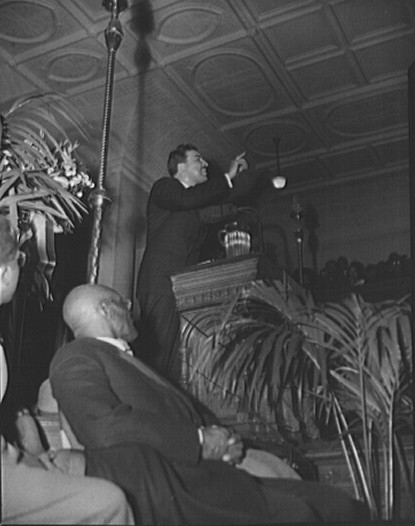
시민 위원회 대중 회의에서 연설하는 파월

대공황 동안 파월은 두려움이 없는 할렘 공동체 활동가로서 명성을 쌓았다. 그는 흑인들을 관리와 전문직을 위하여 기용하는 데 할렘에서 백인의 비지니스들을 강요하는 데 성공적으로 평화로운 보이콧 운동을 결성하여 지도하였다. 그는 또한 공명하고 저렴한 주택을 위하여 솔직한 주창자였다.
1933년 파월은 나이트클럽의 상연자 이사벨 워싱턴과 결혼하였다. 1937년 11월 1일 파월은 할렘에서 애비시니언 침례교회의 목사로서 자신의 부친을 승계하였다. 목사로서 자신의 이른 재직 동안 파월은 지속된 공동체 지원 활동과 영감받은 설교를 통하여 대체로 회중의 규모를 늘였다. 애비시니언 침례교회의 목사로서 그는 또한 자신의 활동주의를 지속하였다. 파월은 1939년에 열린 뉴욕 세계 박람회에서 고용된 다수의 흑인들을 늘이는 데 성공적인 항의를 결성하여 지도하였다. 2년 후에 그는 뉴욕의 교통 시스템에서 인종 차별에 전념하여 처음으로 할렘에서 수백명의 흑인들을 버스 노선을 몰도록 도시의 공무원들을 강요한 보이콧을 일으켰다.

## 정치 경력

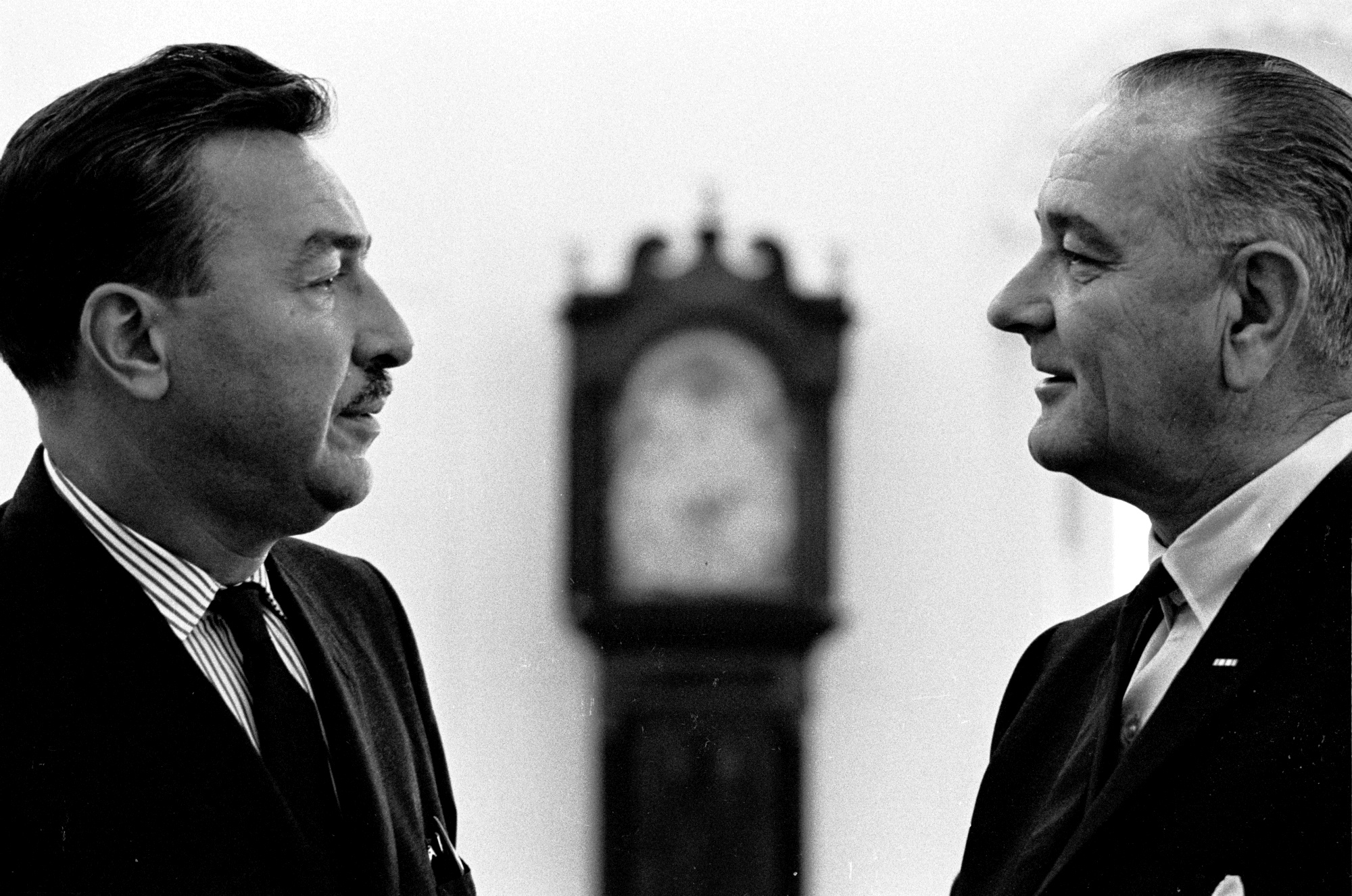
1965년 존슨 대통령과 함께

1941년 파월는 뉴욕의 첫 흑인 시의회 의원으로서 민주당 공천 후보에 선출되었다. 3년간 시의회에 봉사 후, 파월은 1944년 하원의원에 지내는 데 자신의 성공적인 캠페인에서 공명한 고용에 중심을 둔 진보적 민권 강령을 채택하여 할렘의 제22선거구를 대표하였다. 1945년 파월이 취임했을 때 그는 뉴욕주에서 온 첫 흑인 의원이 되었다. 당시 그는 이사벨과 이혼하고, 세계에서 유명한 음악가이자 배우 헤이즐 스콧과 재혼하였다. 그들의 조합동안 그들은 1946년 단 하나의 아들 애덤 클레이턴 파월 3세를 두었다.
파월은 1961년 권위있고 강력한 노동·교육 위원회의 첫 흑인 의장이 되었다. 그 10년의 세월동안 그는 대통령들 존 F. 케네디와 린든 B. 존슨의 입법 의제의 확고한 지지자로 등장하였다. 파월의 위원회는 청각 장애인들을 위하여 교육과 훈련을 향상시키고, 대학생 대출과 공공학교의 점심 식사들을 마련하고 최저임금을 늘인 입법을 포함한 존슨 대통령의 "위대한 사회" 프로그램의 일부로서 수십가지의 사회와 경제 조치를 통과시켰다.

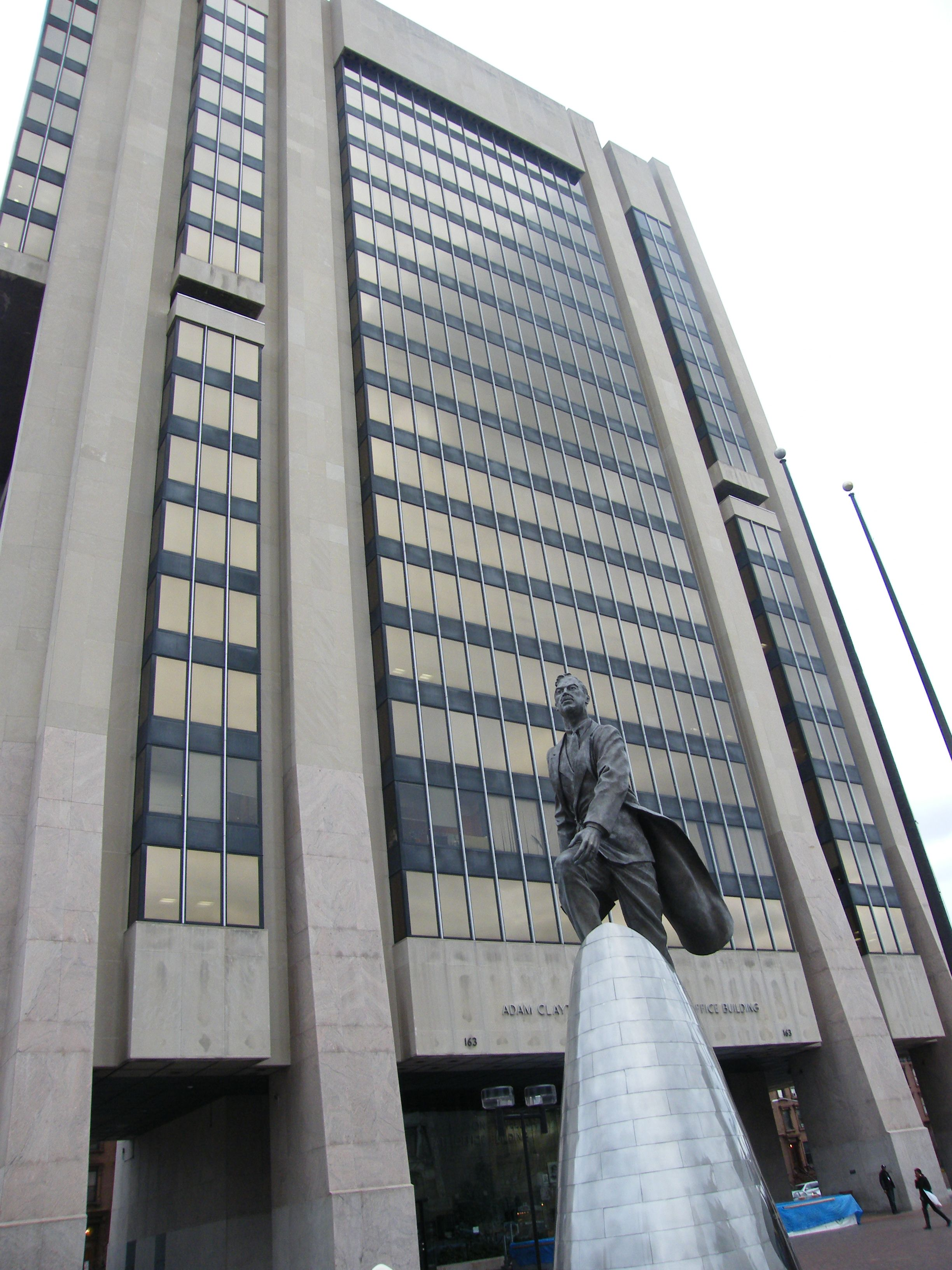
할렘의 125번가와 애덤 클레이턴 파월 주니어 불버드에 있는 애덤 클레이턴 파월 국무원 건물

1961년 스콧과 이혼한 후, 파월은 이벳 플로레스에게 3번째 결혼을 하였다. 그들의 결혼 생활은 아들 애덤 클레이턴 파월 4세를 낳았다. 1960년대 후반까지 법적 문제들, 개인적 스캔들과 미국 의회에서 그의 선임 순위로 도전들이 그의 쇠퇴하는 영향력으로 이끌었다. 1970년 6월 찰스 랭걸이 민주당 예비 선거에서 파월을 꺾었다. 직무로 복귀하는 데 자신의 입찰을 잃은 후, 파월은 애비시니언 침례교회의 목사로서 사임을 하고 바하마에서 비미니로 퇴직을 하였다.

## 사망과 유산
마틴 루터 킹 주니어 사망 4주년을 맞은 1972년 4월 4일 파월은 플로리다주 마이애미에 있는 잭슨 메모리얼 병원에서 전립선암의 합병증으로 63세의 나이에 사망하였다. 그는 화장되어 비미니의 바다에 뿌려졌다. 그의 사망에 이어 뉴욕의 공무원들은 할렘에 있는 7번가를 애덤 클레이턴 파월 주니어 불버드로 다시 이름을 지었다. 1983년 할렘 국무원 건물은 애덤 클레이턴 파월 주니어 국무원 건물로 다시 이름이 지어졌다. 뉴욕 교육위원회도 또한 그의 이름을 딴 2개의 학교 건물이 있다.

## 역대 선거 결과
| 선거명        | 직책명                        | 대수  | 정당   | 득표율  | 득표수   | 결과 | 당락                 |
| ------------- | ----------------------------- | ----- | ------ | ------- | -------- | ---- | -------------------- |
| 1941년 선거   | 시의원 (맨해튼 대규모 선거구) | 165대 | 민주당 | 10.33%  | 45,568표 | 3위  | 뉴욕 시의원 당선     |
| 1944년 선거   | 하원의원 (뉴욕 제22선거구)    | 79대  | 민주당 | 100.00% | 83,140표 | 1위  | 뉴욕주 하원의원 당선 |
| 1946년 선거   | 하원의원 (뉴욕 제22선거구)    | 80대  | 민주당 | 62.54%  | 32,573표 | 1위  | 뉴욕주 하원의원 당선 |
| 1948년 선거   | 하원의원 (뉴욕 제22선거구)    | 81대  | 민주당 | 76.43%  | 63,523표 | 1위  | 뉴욕주 하원의원 당선 |
| 1950년 선거   | 하원의원 (뉴욕 제22선거구)    | 82대  | 민주당 | 63.49%  | 35,233표 | 1위  | 뉴욕주 하원의원 당선 |
| 1952년 선거   | 하원의원 (뉴욕 제16선거구)    | 83대  | 민주당 | 74.69%  | 75,562표 | 1위  | 뉴욕주 하원의원 당선 |
| 1954년 선거   | 하원의원 (뉴욕 제16선거구)    | 84대  | 민주당 | 77.55%  | 43,545표 | 1위  | 뉴욕주 하원의원 당선 |
| 1956년 선거   | 하원의원 (뉴욕 제16선거구)    | 85대  | 민주당 | 69.73%  | 59,339표 | 1위  | 뉴욕주 하원의원 당선 |
| 1958년 선거   | 하원의원 (뉴욕 제16선거구)    | 86대  | 민주당 | 90.81%  | 56,383표 | 1위  | 뉴욕주 하원의원 당선 |
| 1960년 선거   | 하원의원 (뉴욕 제16선거구)    | 87대  | 민주당 | 71.59%  | 59,957표 | 1위  | 뉴욕주 하원의원 당선 |
| 1962년 선거   | 하원의원 (뉴욕 제18선거구)    | 88대  | 민주당 | 69.65%  | 59,125표 | 1위  | 뉴욕주 하원의원 당선 |
| 1964년 선거   | 하원의원 (뉴욕 제18선거구)    | 89대  | 민주당 | 84.63%  | 94,222표 | 1위  | 뉴욕주 하원의원 당선 |
| 1966년 선거   | 하원의원 (뉴욕 제18선거구)    | 90대  | 민주당 | 74.05%  | 45,308표 | 1위  | 뉴욕주 하원의원 당선 |
| 1967년 재선거 | 하원의원 (뉴욕 제18선거구)    | 90대  | 민주당 | 86.34%  | 27,963표 | 1위  | 뉴욕주 하원의원 당선 |
| 1968년 선거   | 하원의원 (뉴욕 제18선거구)    | 91대  | 민주당 | 80.77%  | 37,146표 | 1위  | 뉴욕주 하원의원 당선 |